# Tiny Parham
Tiny Parham, geboren als Hartzell Strathdene Parham (Winnipeg, 25 februari 1900 - Milwaukee, 4 april 1943), was een Amerikaanse jazzpianist, arrangeur en orkestleider.

## Carrière
Parham groeide op in Kansas City. Aan het begin van zijn carrière toerde hij met vaudeville-shows en territory bands in het zuidwesten van de Verenigde Staten, waarna hij in 1925 verhuisde naar Chicago. Daar had hij verbintenissen in het Dreamland Café en het Apollo Theatre. Hij nam platen op met Johnny Dodds, die ontstonden tussen 1927 en 1930 (Loveless Love, Nineteenth Street Blues). Bovendien begeleidde Parham verscheidene blueszangeressen en had hij een eigen formatie met Omer Simeon (klarinet), Kid Punch Miller (kornet) en Milt Hinton (contrabas). Bij opnamen met Parhams Forty Five is Kid Ory als solist te horen (A Little Bit Closer). Na 1930 werkte Parham in theaters en nachtclubs als pianist en organist. Zijn laatste opnamen ontstonden in 1940.

## Overlijden
Tiny Parham overleed op 4 april 1943 op 43-jarige leeftijd.
- Biblioteca Nacional de España: XX5318728
- Bibliothèque nationale de France: cb13898241w (data)
- Gemeinsame Normdatei: 119147165
- International Standard Name Identifier: 0000 0000 7364 2208
- Library of Congress Control Number: n86065483
- MusicBrainz: 6f1811c1-cb05-4e0d-9544-2311517e7784
- Nationale Bibliotheek van Israël: 987012329541305171
- Nederlandse Thesaurus van Auteursnamen: 100250068
- Istituto Centrale per il Catalogo Unico: UM1V032426
- SNAC: w6d365tp
- Système universitaire de documentation: 252674820
- Virtual International Authority File: 12492391
- WorldCat: E39PBJmhQ4hQqXGQqvBtbFjpyd